# Rio Guarauninha
O rio Guarauninha é um curso de água que banha o estado do Paraná. Nasce no sul do município de Palmeira. Faz parte da bacia hidrográfica do rio Tibaji do qual é um dos primeiros afluentes da margem esquerda e nele faz foz a poucos quilômetros da Ponte Calinoski. 